# Come to My Garden
| Recensione | Giudizio |
| ---------- | -------- |
| AllMusic   |          |

Come to My Garden è il primo album in studio della cantante soul statunitense Minnie Riperton, pubblicato nel dicembre del 1970.
Ripubblicato nel 1974 dalla Janus Records (JXS 7011), l'album raggiunse la centosessantesima posizione della classifica Billboard 200.

## Tracce

### LP (1970, GRT Records, GRT 30001)
Lato A
1. Les fleur – 3:16 (Charles Stepney, Richard Rudolph)
2. Completeness – 3:33 (Charles Stepney, Rose Johnson)
3. Come to My Garden (Introduzione e intermezzo di Charles Stepney) – 3:20 (Richard Rudolph)
4. Memory Band – 4:05 (Charles Stepney, Richard Rudolph)
5. Rainy Day in Centerville – 5:24 (Charles Stepney, Richard Rudolph)

Durata totale: 19:38
Lato B
1. Close Your Eyes and Remember – 3:42 (Charles Stepney, Richard Rudolph)
2. Oh, By the Way – 3:01 (Charles Stepney, Richard Rudolph)
3. Expecting – 3:55 (Charles Stepney, Jon Stocklin)
4. Only When I'm Dreaming – 3:29 (Charles Stepney, Sidney Barnes)
5. Whenever, Wherever – 3:32 (Charles Stepney, Rose Johnson)

Durata totale: 17:39

## Formazione
- Minnie Riperton – voce, cori
- Ramsey Lewis (Ramsey Lewis Trio) – pianoforte
- Phil Upchurch (non accreditato sull'album originale) – chitarra
- Cleveland Eaton (non accreditato sull'album originale) (Ramsey Lewis Trio) – basso
- Maurice White (non accreditato sull'album originale) (Ramsey Lewis Trio) – batteria
- Elsa Harris – cori
- Kitty Hayward – cori[4]

### Produzione
- Charles Stepney – produzione, arrangiamenti
- Registrazioni effettuate il 24-26 novembre 1969 al Ter Mar Studios di Chicago, Illinois
- Stu Black e Gary Star – ingegneri delle registrazioni
- Dick LaPalm – supervisione album originale
- Dick Fowler – design album originale
- Harold Johnson – foto copertina album originale
- Morry Roth – note retrocopertina album originale[5]